# Saint-Bonnet-de-Chavagne
Saint-Bonnet-de-Chavagne là một xã của tỉnh Isère, thuộc vùng Rhône-Alpes, đông nam nước Pháp.